# Schlacht am Blauen Wasser
Die Schlacht am Blauen Wasser (belarussisch Бітва на Сініх Водах; litauisch Mūšis prie Mėlynųjų Vandenų; ukrainisch Битва на Синіх Водах - Pluralformen, also eigentlich an den Blauen Wassern) war eine Auseinandersetzung zwischen drei Khanen der Goldenen Horde und dem Großfürstentum Litauen.
Bereits infolge der Schlacht am Irpen 1321 war das Fürstentum Kiew ein Vasallenstaat Litauens. Trotzdem zahlte es weiterhin Tribut an die Goldene Horde. Dies änderte sich erst mit der Schlacht am Blauen Wasser, die 1362 am Fluss Synjucha bei Torhowyzja stattfand.
Die Goldene Horde befand sich seit 1357 in einer innenpolitischen Krise. Diese Situation nutzte der litauische Großfürst Algirdas aus, der sein Reich mit seinem Bruder Kęstutis teilte. Während ihrer Amtszeit verfolgten die beiden Fürsten das Ziel ihres Vaters, alle Länder der ehemaligen Kiewer Rus zu vereinigen. Algirdas erklärte dabei, dass die gesamte Rus einfach den Litauern gehören müsse.
Infolge der Schlacht gelang es dem Großfürstentum Litauen, Kiew und Podolien einzunehmen. Der kulturelle Verfall Kiews unter der Goldenen Horde konnte dadurch beendet werden und die Stadt wurde zu einem Fürstensitz des Sohnes von Algirdas. Die Litauer stellten die alte Ordnung der Kiewer Rus wieder her, weshalb sie als willkommene Abwechslung zu den Mongolen gesehen wurden.